# Jazz Koktebel
Jazz Koktebel — щорічний фестиваль переважно джазової музики, започаткований в 2003 році в Коктебелі (у 2014-15 роках проходив у смт Затока, з 2016 — у Чорноморську).

## 2003 — 2013
У 2003-2005 роках фестиваль проходив у літні місяці, з 2006 — у вересні. Концерти проводяться просто неба навпроти Будинку-музею М.Волошина.

## 2014 — понині
11-14 вересня 2014 року Koktebel Jazz Festival проходив у смт Затока Одеської області, 23-30 серпня 2015 року теж у Затоці.
З 2016 року Koktebel Jazz Festival проходить на пляжі міста Чорноморськ, на березі Чорного моря.
У окупованому Росією Коктебелі з 2014 року проходить Koktebel Jazz Party.

## Учасники
- Горан Брегович
- Ігор Бутман[en]
- Гайдамаки
- Рішар Гальяно
- Борис Гребенщиков
- Джамала
- Енвер Ізмайлов
- Ніно Катамадзе
- Осіміра
- Ляпіс Трубецкой
- Катя Chilly
- Серебряная свадьба[ru]
- Stanley Clarke[en]
- Біллі Кобем
- Mamanet
- Motion Trio[en]
- Geoffrey Oryema[en]
- De-Phazz
- Red Snapper
- Parov Stelar
- Pur:Pur
- Shibusashirazu Orchestra[ru]
- Us3[en]
- Voo Voo